# Moviment Cần Vương
El moviment Cần Vương (en català Ajudeu el rei) va ser una insurrecció vietnamita a gran escala entre el 1885 i el 1889 contra el domini colonial francès. El seu objectiu era expulsar els francesos i instal·lar l'emperador Hàm Nghi com a líder d'un Vietnam independent. El moviment no tenia una estructura nacional coherent i consistia principalment en líders regionals que atacaven les tropes franceses a les seves pròpies províncies. El moviment va prosperar inicialment, ja que només hi havia unes poques guarnicions franceses a Annam, però va fracassar després que els francesos es recuperaren i enviaren tropes a Annam des de les bases de Tonquín i de la Cotxinxina. La insurrecció d'Annam es va estendre i va florir el 1886, va arribar al seu punt culminant l'any següent i es va esvair gradualment el 1889.

## Participació francesa al Vietnam
La implicació francesa al Vietnam va començar al segle xvii, amb missioners com Alexandre de Rhodes que difonien la fe catòlica. Aquesta situació es va mantindre fins a finals del segle xviii, quan una revolta popular contra la forta imposició i la corrupció, coneguda com la insurrecció de Tây Sơn, va enderrocar la família governant Nguyễn el 1776. Un príncep d'aquesta família, Nguyễn Ánh va aconseguir escapar. En un intent de recuperar el poder, Nguyễn Ánh va demanar ajuda a França a través de missioners francesos al Vietnam. Tot i que no va rebre assistència militar formal, els mercaders que simpatitzaven amb ell li van proporcionar prou ajuda per poder recuperar el tron. Encara que el govern francés no va intervindre oficialment, es va augmentar l'interés francés pel Vietnam i va marcar l'inici d'una intervenció creixent.

### Seglexix: la pèrdua del sud
Un cop va recuperar el tron el 1802 a la capital d'Huế, al Vietnam central, Nguyễn Ánh va restablir les tradicions i els instituts confucians que havien estat abolits durant la revolta de Tây Sơn. Després d'haver tornat al poder amb l'ajuda d'estrangers, va tractar de tranquil·litzar les famílies nobles que formaven gran part del govern i la burocràcia d'un retorn al sistema que garantira els seus privilegis. Tot i que això va ajudar a legitimar la tornada de la dinastia Nguyễn a ulls dels mandarins i els funcionaris, va fer poc per calmar o resoldre la inestabilitat que va provocar la revolta de Tây Sơn.

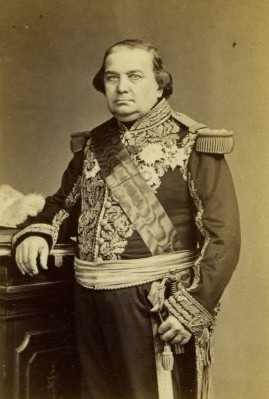
Almirall francés Charles Rigault de Genouilly

Com a resultat, el regnat d'aquesta dinastia es va veure afectat pel ressentiment camperol i les revoltes constants. Pel descontentament dels camperols oprimits, especialment entre les classes baixes, hi va proporcionar terrenys fèrtils als missioners catòlics, ampliant encara més la divisió entre la dinastia Nguyễn i els seus súbdits. La situació interna va continuar empitjorant fins a la dècada de 1850. Això va tindre implicacions crítiques per a la resistència vietnamita a la propera agressió colonial francesa: va deixar el Vietnam sense un front unit. La desconfiança i l'antagonisme resultants desaconsellaven qualsevol intent del govern d'incloure els camperols a l'exercit per previndre l'arribada de greus incursions estrangeres. La pagesia també es veia privada del lideratge i la coordinació regional tradicionalment proporcionats per la cort reial.
El 1858, per motius aparentment religiosos, França va emprendre accions militars contra Vietnam. L'interés francés pel Vietnam no havia minvat des de la sol·licitud d'assistència de Nguyễn Ánh. Després de la revolució de 1848, el govern francès comptava ara amb el suport de fonts comercials, religioses i nacionalistes per escenificar la seva conquesta del Vietnam. Una força dirigida per l'almirall Rigault de Genouilly va atacar i va ocupar la ciutat vietnamita de Da Nang. Això es va fer seguiment amb la captura del Saigon (Ciutat Ho Chi Minh) a la regió del Delta del Mekong el 1859. No obstant això, els reforços vietnamites de les províncies properes aviat posaren les dues posicions franceses sota setge. Tot i la tènue situació dels francesos, les forces vietnamites no van poder forçar els estrangers a sortir del país.
Això es va deure en gran part a la dissensió de la cort reial a l'hora de decidir sobre el millor enfocament per tractar amb els francesos. Una part va defensar la resistència armada, mentre que l'altra era partidària la negociació. L'Emperador i molts alts càrrecs van afavorir tractar de negociar amb els francesos mitjançant una política anomenada "hoa nghi" (pau i negociació). A més, la reialesa era reticent a armar o confiar en la pagesia, de manera que tan sols van confiar en les tropes reials que no eren prou per fer front els francesos.
El 1861, els francesos havien aconseguit consolidar les seves forces i trencar el setge de Saigon (Ciutat Ho Chi Minh) de l'exèrcit vietnamita. Per sorpresa de les forces franceses, la derrota de l'exèrcit reial no va posar fi a la resistència vietnamita. En lloc d'això, va marcar el declivi de la resistència formal, dirigida pel govern i va donar lloc a una resistència popular localitzada.
Un fet clau en aquest moment va ser la transferència del paper de lideratge de la dinastia als erudits locals. Després d'haver estat testimoni de la ineficàcia de l'exèrcit vietnamita regular i de la incerta direcció de la cort reial, molts van decidir prendre acció pel seu propi compte, organitzant els camperols en bandes armades i planejant incursions guerrilleres contra les forces franceses, això contrastava directament amb els intents dels tribunals reials de fer la pau. Açò va tindre l'efecte afegit de convèncer els francesos que la cort d'Huế havia perdut el control de les seves forces a la regió del Delta del Mekong i, per tant, oferir concessions no tenia sentit.
El 1862, la dinastia Nguyễn va signar el tractat de Saigon. Va acordar lliurar Saigon (Ciutat Ho Chi Minh) i 3 províncies del sud a França, territori que es coneixeria com la Cotxinxina. L'exèrcit regular es va haver de retirar de les províncies rendides, però van continuar els moviments de resitància popular contra els francesos.
Truong Dinh va ser un important líder de la resistència. Va guanyar protagonisme i posició militar durant el setge de Saigon i també per les seves operacions militars immediatament després de la derrota de l'exèrcit vietnamita. Malgrat l'ordre de retirar-se, Dinh va romandre a la regió a instàncies dels subordinats i per motius patriòtics. Tanmateix, la resistència popular no va tindre coordinació entre regions i tampoc no podia proporcionar ànims espirituals, eines a les quals només la dinastia Nguyễn hi tenia accés.
Fins al 1865, la dinastia Nguyễn va seguir la seva política de negociació i va continuar intentant recuperar les 3 províncies del sud mitjançant la diplomàcia. Això malgrat les advertències dels francesos que s'apoderarien de les tres províncies del sud restants si no s'aturava el moviment de resistència popular, als quals anomenaven bandits. Per aquest motiu, el 1867, els francesos van ocupar les tres províncies del sud restants.
La pèrdua del sud va tenir un efecte transcendental sobre Vietnam. En primer lloc, va exposar la feblesa de la política de la dinastia. Els pocs mandarins i nobles que quedaven a la regió van quedar amb dues opcions: fugir permanentment o col·laborar amb els nous senyors. La gent del delta no tenia altra opció que quedar-se. La resistència popular va perdre ràpidament la moral i es va dissoldre, i els camperols es van resignar a tenir postures no violentes. En aquest moment, la dinastia Nguyễn va perdre tota fidelitat i respecte dels vietnamites al sud.

### Seglexix: la pèrdua del nord
El 1873, els francesos, mitjançant restriccions al transport marítim i sota la direcció de Francis Garnier, van capturar fàcilment la ciutat del nord d'Hanoi, on es van trobar una resistència molt poc o gens organitzada. Garnier va ser assassinat amb l'ajut de l'Exèrcit de la bandera negra i es va retornar la ciutat com a part d'un tractat signat el 1874. Tanmateix, la dinastia Nguyễn es va enfrontar també a una pèrdua de suport i lleialtat dels seus súbdits al nord, similar al que havia succeït al sud.

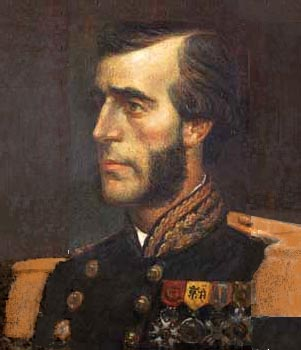
Marie Joseph François Garnier, almirall francés

Per mantindre la seua posició, la dinastia Nguyễn va recórrer a la Xina per demanar ajuda. El 1882, un capità naval francès anomenat Henri Rivière va repetir l'intent de prendre Hanoi. En lloc de preparar els militars per a una major agressió francesa, els militars vietnamites van rebre instruccions de romandre fora de la vista dels francesos. Rivière va ser assassinat més tard pels Banderes Negres durant una acció militar; no obstant això, la dinastia va continuar tractant amb França per a noves negociacions i deixant de banda els mandarins que encara defensaven la resistència armada.
El 1883, l'últim dels grans emperadors del Vietnam va morir sense hereu. La seva mort va provocar una discòrdia interna entre les diferents faccions d'Huế. Al mateix temps, després d'haver estat testimoni de la reconquesta d'Hanoi per part de les forces franceses sota Riviere, els nordvietnamites es van desil·lusionar encara més amb el lideratge i la ineficàcia militar de la cort reial d'Huế. El descontentament es va ampliar amb la dependència continuada de la cort en les negociacions, malgrat la voluntat dels mandarins i de la gent local de prendre resistència armada contra els francesos.
El súmmum per molts vietnamites del nord va arribar quan els francesos van capturar la ciutat de Sơn Tây el 1883 contra les forces combinades dels exèrcits vietnamita, xinès i de les banderes negres. Conseqüentment, es van produir atacs de vietnamites locals al nord contra les forces franceses, algunes fins i tot dirigides per antics mandarins desafiant directament la política establerta per la dinastia.
La situació a la cort reial d'Huế també era caòtica. El següent emperador, Dục Đức, va estar al poder tot just tres dies abans de ser destituït a causa de la seva conducta impròpia. El següent emperador Hiệp Hòa va signar el tractat d'Huế el 1883 després d'escoltar armes franceses a prop de la capital. Els termes durs i despectius del tractat que sotmetien Vietnam al control francès van servir per destruir qualsevol possible suport que Hiệp Hòa poguera arribar a tindre entre el poble vietnamita. Va ser ràpidament arrestat i manat assassinar pel regent mandarí Tôn Thất Thuyết, que era ferventment antifrancès.
Thuyết també estava cercant secretament els fons per fabricar armes per a una fortalesa secreta a Tan So. Tenia un associat, Nguyễn Văn Tường, a qui els francesos també consideraven problemàtic. El 1884, es va coronar Hàm Nghi com a emperador del Vietnam. Amb només dotze anys, podia ser dominat fàcilment i ràpidament pels regents Thuyết i Tường. En aquest moment, els francesos ja s'havien adonat dels obstacles que suposaven els dos mandarins i van decidir eliminar-los.
La resistència va continuar creixent mentre els francesos es van trobar ocupats amb la Guerra Sinofrancesa (agost de 1884 a abril de 1885). Finalment, el juny de 1885, França i la Xina van signar el tractat de Tientsin, en què la Xina renunciava implícitament a les seves històriques pretensions de sobirania sobre el Vietnam. Un cop alliberat de distraccions externes, el govern francès es va decidir a prendre el domini directe sobre el Vietnam.
El maig de 1885, el general francès Roussel de Courcy va arribar a Hanoi i va prendre el control del poder militar francès per eliminar els mandarins Thuyết i Tường. De Courcy considerava que la força militar de França era suficient per sufocar els vietnamites, no obstant això, hi ha discussions sobre l'aprovació del govern francès respecte aquesta ofensiva. Malgrat tot, el general de Courcy i una escorta de tropes franceses del cos expedicionari de Tonkin es van desplaçar a Huế per tractar d'incitar problemes.

## "L'emboscada a Huế"

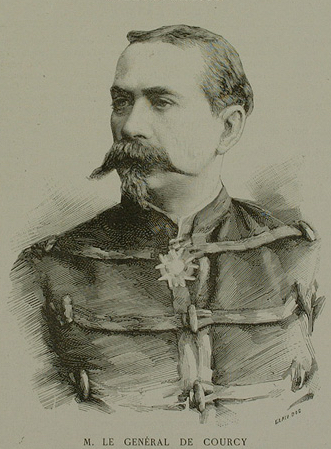
General francés Henri Roussel de Courcy

Una vegada arribat a Huế el juliol de 1885, De Courcy va convocar els prínceps i els alts mandarins de la cort reial a la seva residència per un debat sobre la presentació de les seves credencials a l'emperador. Durant la discussió, va exigir que s'obrira la porta central i que l'emperador baixara del seu tron per saludar-lo. També va suggerir que l'absència de Thuyết a la reunió es debia a què planejava atacar-lo. Després de dir-li que Thuyết estava malalt, la resposta de De Courcy va ser que, així i tot, hauria d'haver assistit a la reunió i va amenaçar de detenir-lo. Finalment, de Courcy va rebutjar els regals enviats per l'emperador i va exigir tribut als vietnamites.

Després de la recepció, Van Tuong es va reunir amb Thuyết per parlar dels esdeveniments que havien transcorregut durant la discussió. Tots dos mandarins van suposar que la intenció de Courcy era atacar-los. Com que es trobaven en un atzucac, van decidir apostar per un atac sorpresa als francesos. Aquella mateixa nit, els francesos ocupants van ser atacats per milers d'insurgents vietnamites organitzats pels dos mandarins. De Courcy va reunir l'exèrcit, i tant el seu propi comandament com altres grups de tropes franceses apostades a banda i banda de la ciutadella de Huế van poder sufocar els atacs a les seves posicions. Més tard, sota la direcció del chef de bataillon Léon-Frédéric-Hubert Metzinger, els francesos van llançar un reeixit contraatac des de l'oest que els va permetre obrir-se camí pels jardins de la ciutadella i capturar el palau reial. A l'alba, les forces franceses s'havien unit i tenien el control total de la ciutadella. Emprenyats pel que veien com a traïció vietnamita, van saquejar el palau reial. Després del fracàs de "l'emboscada Huế", que va ser batejada així pels francesos, el jove rei vietnamita Hàm Nghi i altres membres de la família imperial vietnamita van fugir de Huế i es van refugiar a una base militar muntanyosa a Tan So. 

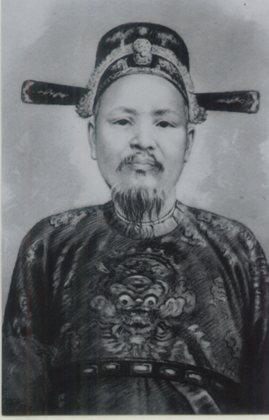
Tôn Thất Thuyết

 El regent Tôn Thất Thuyết, que havia ajudat Hàm Nghi a fugir de Huế, va convèncer Hàm Nghi perquè emetés un edicte que demanés que el poble s'aixequés i ajudara el rei (Cần Vương). Milers de patriotes vietnamites van respondre a aquesta apel·lació a Annam i es va enfortir la resistència indígena al domini francès al veí Tonquín, bona part de la qual havia estat sotmesa al control francès durant la guerra Sinofrancesa.
L'edicte de Cần Vương va ser, sens dubte, un punt d'inflexió en la resistència vietnamita al domini francès. Per primera vegada, la cort reial va aconseguir un objectiu comú amb la pagesia del nord i del sud, que contrastava amb les amargues divisions entre la cort reial i els súbdits que fins ara havien resistit els francesos. La fugida de l'emperador i la seva cort al camp amb els camperols va tenir serioses implicacions tant per la resistència com per a la col·laboració amb els francesos.
En primer lloc, va portar l'autoritat moral i espiritual a la resistència. Els mandarins que van optar per col·laborar amb els francesos ja no podien reclamar fer-ho en nom de la cort; havien de reconèixer la realitat de ser eines d'una potència estrangera. D'altra banda, els mandarins que van optar per combatre els francesos fins i tot sense el suport reial se sentiren molt alleujats de trobar justificades les seves accions.
A més, la fugida de la cort reial cap a la resistència va provocar l'accés a dues eines clau esmentades anteriorment, la coordinació regional i l'estímul espiritual. El fet de presenciar les dificultats suportades per l'emperador i el seu entorn va permetre als súbdits desenvolupar una certa empatia cap al seu emperador i augmentar l'odi cap als francesos. L'emperador també podia promulgar edictes a tot el país, demanant als súbdits de totes les províncies i pobles que s'aixecaren i resistiren als francesos. Finalment, la capital d'Huế i les dinasties que va albergar havien jugat històricament un paper actiu en les lluites contra les agressions mongoles i xineses, era la font de líders i d'imatges patriòtiques per a la resta del país. La seua participació relacionava el moviment de resistència actual amb moviments amb èxit anterior i també amb moviments futurs fins a l'era moderna.

## L'edicte de Cần Vương
L'emperador proclama:
Des de temps immemorials només hi ha hagut tres estratègies per oposar-se a l'enemic: atac, defensa i negociació. Ens faltaven oportunitats d'atac. Era difícil reunir la força necessària per a la defensa. I en les negociacions l'enemic ho exigia tot. En aquesta situació de problemes infinits, ens hem vist obligats sense voler a recórrer a expedients. No era aquest l'exemple del rei T'ai en sortir cap a les muntanyes de Ch'I i de Hsuan-tsung quan fugia a Shu?
El nostre país s'ha enfrontat recentment a molts esdeveniments crítics. Vam arribar al tron molt jóvens, però ens hem preocupat molt pel govern sobirà i l'enfortiment propi. No obstant això, cada dia que passava els enviats occidentals eren cada vegada més dominants. Recentment van portar tropes i reforços navals, intentant forçar-nos a acceptar condicions que mai no podríem acceptar. Els vam rebre amb cortesia, però es van negar a acceptar un sol dels nostres presents. La gent de la capital tenia por que s'acostaren problemes.
Els alts ministres van buscar maneres de mantenir la pau al país i protegir el tribunal. Es va decidir, més que no pas inclinar-se en obediència, seure i perdre oportunitats, apreciar millor el que estava fent l'enemic i moure's primer. Si això no tenia èxit, podríem seguir el curs actual per fer millors plans, actuant segons la situació. Segur que tots aquells que comparteixen cura i preocupació pels esdeveniments del nostre país ja ho entenen, ja que també se'ls hi van posar els cabells de punta, jurant posar fi a l'últim invasor. Hi ha algú que no es commogui amb aquests sentiments? No hi ha molta gent que faria servir la llança com a coixí, batria els rems al seu costat, agafaria les llances de l'enemic o agafaria gerres d'aigua?
Les figures dels tribunals havien de seguir el camí just, buscant viure i morir per la justícia. No eren Ku Yuan i Chao Tsui de Chin, Kuo Tzu-I i Li Kuang-pi de T'ang persones que hi visqueren per això a l'antiguitat?
La nostra virtut era insuficient, enmig d'aquests esdeveniments. No vam tenir la força per aguantar i vam permetre la caiguda de la capital reial, obligant la cort a fugir per la vida. La culpa és totalment nostra, una qüestió de molta vergonya. Però les lleialtats tradicionals són fortes. Centenars de mandarins i comandants de tots els nivells, potser sense tenir el cor d'abandonar-me, s'uneixen com mai abans, aquells amb intel·lecte ajudant a planificar, aquells amb força disposats a lluitar, aquells amb riqueses que contribueixen a l'aprovisionament: tot el cos i la ment en buscar una sortida al perill, una solució a totes les dificultats. Amb sort, el cel també ens tractarà amb bondat, convertint el caos en ordre, el perill en pau i ajudant així a restaurar la nostra terra i les nostres fronteres. No és aquesta oportunitat afortunada pel nostre país, és a dir, afortunada per la gent, ja que tots els que es preocupen i lluiten junts assoliran la pau i la felicitat junts?
D'altra banda, aquells que temen més la mort que estimen el seu rei, que posen les preocupacions de la llar per sobre de les preocupacions del país, els mandarins que troben excuses per estar lluny, els soldats que deserten, els ciutadans que no compleixen els deures públics, els agents que prenen el camí més fàcil i deixen la llum a la foscor - tots poden continuar vivint en aquest món, però seran com animals disfressats amb roba i barret. Qui pot acceptar aquest comportament? Igual que les recompenses seran generoses, els càstigs també seran greus. El tribunal conserva la seua activitat, de manera que no s'ha d'ajornar el penediment. Tots han de seguir estrictament aquest Edicte.

Per ordre imperial Segon dia, sisè mes, primer any d'Ham-Nghi.

## Atacs contra cristians vietnamites
El moviment Cần Vương estava dirigit als francesos, però, tot i que hi havia més de 35.000 soldats francesos a Tonquín i milers més a la colònia francesa de la Cotxinxina, només hi haviien uns quants centenars a Annam, dividits entre les ciutats d'Huế, Thuận An, Vinh i Qui Nhơn. Amb prou poques tropes franceses per atacar, els insurgents van dirigir alguns dels seus atacs contra els cristians vietnamites, que havien estat considerats durant prou temps com a possibles aliats dels francesos. Tot i que les xifres no son clares, sembla probable que entre finals de juliol i finals de setembre de 1885 els combatents del Can Vương van matar uns 40.000 vietnamites cristians, gairebé un terç de la població cristiana del Vietnam. Les dues matances més grans van tenir lloc a les ciutats de Quảng Ngãi i Bình Định, ambdues al sud d'Huế, en les quals van morir unes 24.000 persones, a la província de Quảng Trị van morir 7.500 cristians més. En altres províncies, el nombre de víctimes va ser considerablement inferior. En alguns llocs els cristians van lluitar sota la direcció de sacerdots francesos i espanyols, en resposta a una crida dels seus bisbes a defensar-se amb tots els mitjans al seu abast. Tot i estar superats per molt en nombre, els cristians van ser capaços d'infligir algunes derrotes locals a les formacions de Cần Vương.

## Intervenció militar francesa de Tonkin

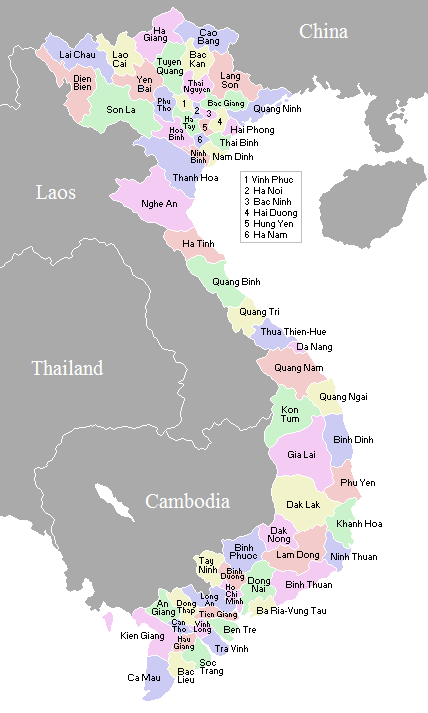
Províncies del Vietnam

Els francesos van tardar a respondre al Cần Vương i, durant varies setmanes, no van creure els horribles rumors que emanaven d'Annam. Finalment, es va fer evident l'abast de les massacres de cristians i els francesos van contraatacar. Les tropes del cos expedicionari de Tonkin van fer diverses incursions a Annam, que es van vore reforçades el juny de 1885 amb 35.000 homes. Inicialment el govern francés va prohibir llançar una invasió a gran escala a Annam, però encara així el general de Courcy va desembarcar tropes al llarg de la vulnerable costa del centre del Vietnam, amb intenció d'apoderar-se de diversos punts estratègics i protegir les comunitats cristianes enfrontades després de les massacres de Quảng Ngãi i Bình Định. A principis d'agost del 1885, el Tinent Coronel Chaumont va dirigir un batalló d'infanteria marítima en una marxa al llarg de les províncies d'Hà Tĩnh i Nghệ An per ocupar la ciutadella de Vinh.
Al sud d'Annam, 7000 supervivents cristians de la massacre de Bình Định es van refugiar a una petita concessió francesa en Qui Nhơn. A finals d'agost de 1885, una columna de 600 soldats francesos i tonquinesos al comandament del General Léon Prud'homme va navegar des de Huế a bord dels vaixells de guerra La Cocheterie, Brandon, Lutin i Comète, i va desembarcar a Qui Nhơn. Després de posar-la sota setge, Prud'homme va marxar sobre Bình Định. L'1 de setembre, els insurgents vietnamites van itractar de bloquejar el seu avanç. Armats només amb llances i armes de foc antiquades i desplegats en masses desorganitzades que van fer que foren objectius perfectes per l'artilleria francesa, els combatents Cần Vương no eren cap rival pels veterans de Prud'homme. Van ser enderrocats i el 3 de setembre els francesos van entrar a Bình Định. Tres mandarins vietnamites van ser jutjats i executats per complicitat en la massacre dels cristians de Bình Định. El novembre de 1885, l'anomenada “columna d'Annam” sota el comandament del Tinent Coronel Mignot va partir de Ninh Bình al sud de Tonquín i va marxar per les provincies del Vietnam fins a Huế, dispersant qualsevol banda insurgent al seu pas.

## Resposta política de França
Els francesos van respondre políticament a la revolta pressionant amb demandes per consolidar els seus protectorats tant a Annam com a Tonquín. Els va ajudar el fet que no hi haguera un suport unànime al moviment Cần Vương. Els membres de la família reial vietnamita van abandonar Hàm Nghi i van tornar a Huế poc després de començar la revolta. El setembre de 1885, per rebaixar el suport a Hàm Nghi, el general de Courcy va nomenar rei el seu germà Đồng Khánh en el seu lloc. Tot i que molts vietnamites consideraven Đồng Khánh com un rei titella francès, alguns li van mostrar suport. Un dels líders vietnamites més importants, el príncep Hoàng Kế Viêm, que havia estat lluitant contra els francesos a Tonkin, va donar la seva fidelitat a Đồng Khánh.

## Setge de Ba Đình
El setge de Ba Đình (desembre de 1886 - gener de 1887) a la província de Thanh Hóa va ser un punt clau en les relacions entre els insurgents i els francesos. El líder de la resistència vietnamita Đinh Công Tráng ja esperava que ocorreguera el setge, motiu pel qual va construir un enorme camp fortificat a prop de la frontera entre Tonquín i Annam, el va omplir d'insurgents anamesos i tonkinesos i va encoratjar els francesos a atacar-lo. Els francesos ho van fer i, després d'un setge de quasi dos mesos en què els defensors van sofrir un bombardeig implacable per part de l'artilleria francesa, els insurgents supervivents es van veure obligats a abandonar Ba Đình el 20 de gener de 1887. Al dia següent els francesos van entrar a la fortalesa, ja abandonada. Les víctimes franceses durant el setge van ascendir a 19 morts i 45 ferits, mentre que les vietnamites van ser de milers. La derrota vietnamita a Ba Đình va posar de manifest l'absència d'unitat del moviment Cần Vương. Tráng esperava rebre ajuda per part d'altres grups de resistència que atacaren les tropes franceses des de la rereguarda, però finalment es va trobar sol.

## Intervenció de la Cotxinxina
La catàstrofe de Bình Định va acabar amb el poder del Cần Vương al nord d'Annam i Tonkin. Durant la primera meitat de 1887 també va col·lapsar el moviment a les províncies del sud; Quảng Nam, Quảng Ngãi, Bình Định i Phú Yên. Durant els mesos següents a la breu campanya de Prud'homme al setembre de 1885 al voltant de Qui Nhơn i Bình Định, els combatents Cần Vương del sud amb prou feines es van trobar amb francesos. El cos expedicionari de Tonquín estava completament compromès a Tonquín i al nord d'Annam, mentre que les tropes franceses de Cotxinxina estaven ocupades fent front a una insurrecció contra el protectorat francès a la veïna Cambodja. Els primers mesos de 1886 els insurgents van aprofitar la debilitat francesa al sud per estendre la seva influència a Khánh Hòa i Bình Thuận, les províncies més meridionals d'Annam. Les forces de Cần Vương es van trobar massa prop dels llocs francesos a la Cotxinxina, i finalment, les autoritats franceses a Saigon (Ciutat Ho Chi Minh) van respondre. El juliol de 1886 els francesos van atacar al sud. A la Cotxinxina es va formar una "columna d'intervenció" de 400 homes, formada per tropes franceses i un grup de partisans vietnamites al comandament de Trần Bá Lộc que va atacar la provincia de Bình Thuận. El setembre del 1886 hi havia guanyat el control total. A la primavera següent els francesos es van traslladar a les províncies de Bình Định i Phú Yên. Un dels líders de Cần Vương va passar al bàndol francès i la resistència va colapsar ràpidament. Al juny de 1887 els francesos havien aconseguit establir el control sobre les províncies annameses al sud d'Huế. Més de 1.500 insurrectes del Cần Vương van deixar les armes i van sofrir brutals represàlies, orquestrades per Trần Bá Lộc.

## Captura d'Hàm Nghi
La nit del 30 d'octubre de 1888, el rei Ham Nghi va ser arrestat pels francesos mentre tothom dormia. El van intentar persuadir i va subornar perquè cooperara amb ells, però Hàm Nghi es va negar fermament. Per aquest motiu es va decidir enviar-lo a l'exili a Algèria, que era una colònia francesa. En perdre el rei, el moviment va perdre el seu propòsit. Tanmateix, la resistència als francesos del moviment Cần Vương no va morir del tot fins quasi deu anys després.

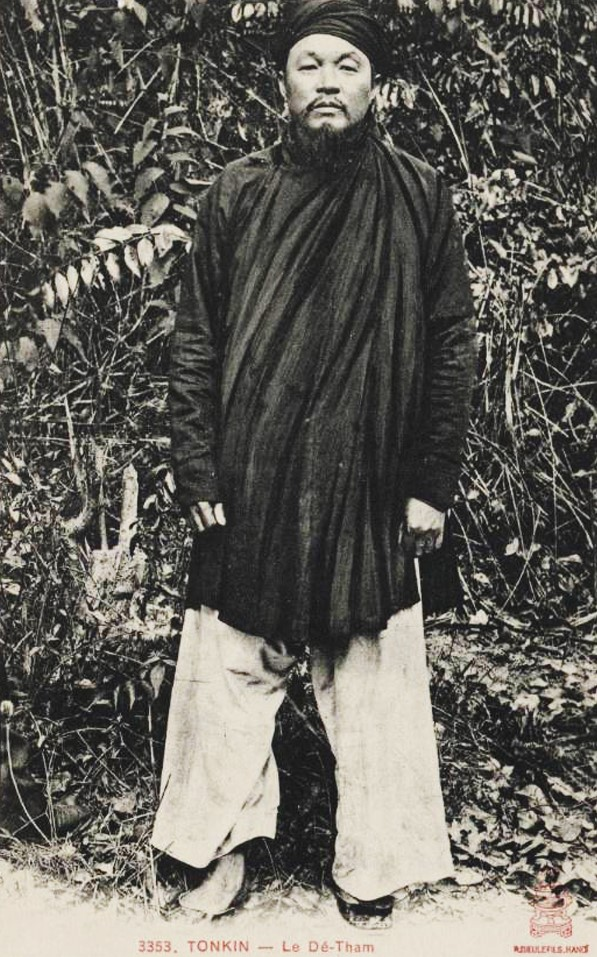
Hoàng Hoa Thám, comandant vietnamita

## Resistència després del 1888
Durant uns pocs anys després de la captura de Hàm Nghi, la resistència als francesos va continuar amb un altre enfocament, el Van Than (Resistència dels erudits). En contrast amb la naturalesa reialista del moviment Cần Vương, la insurrecció del Van Than es va centrar únicament a resistir els francesos. El Van Than va ser dirigit per erudits confucianistes que es van fer càrrec del moviment insurgent després de la captura de Hàm Nghi. El 1892, el Van Than va ser enderrocat i els seus líders es van dispersar a la Xina.
Phan Đình Phùng va ser un dels líders de la resistència Van Than i més destacats. Juntament amb les seves tropes, va mantenir la província d'Hà Tĩnh al Vietnam central fins al 1896. La seva mort per una malaltia va marcar els últims capítols del moviment Cần Vương i el Van Than.
L'últim dels líders de la resistència de Cần Vương va ser el més conegut i un dels pocs que va sobreviure a la resistència contra els francesos. De Tham era el líder d'una banda armada que operava a les muntanyes del nord del Vietnam, Yen The. Va aconseguir frustrar els intents francesos de pacificar la zona fins al 1897, quan va arribar a un acord amb els francesos. L'últim clau al taüt del Cần Vương va sorgir amb l'esclat de la guerra SinoJaponesa el 1894. Fins aleshores, els partisans, armes i subministraments eren relativament fàcils d'aconseguir a través de la frontera amb la Xina. Amb l'esclat de la guerra, els mandarins al llarg de la frontera sud van rebre instruccions estrictes per evitar antagonitzar els francesos i es va tancar la frontera, acció que va marcar la fi del moviment Cần Vương.